# Ontake 2240

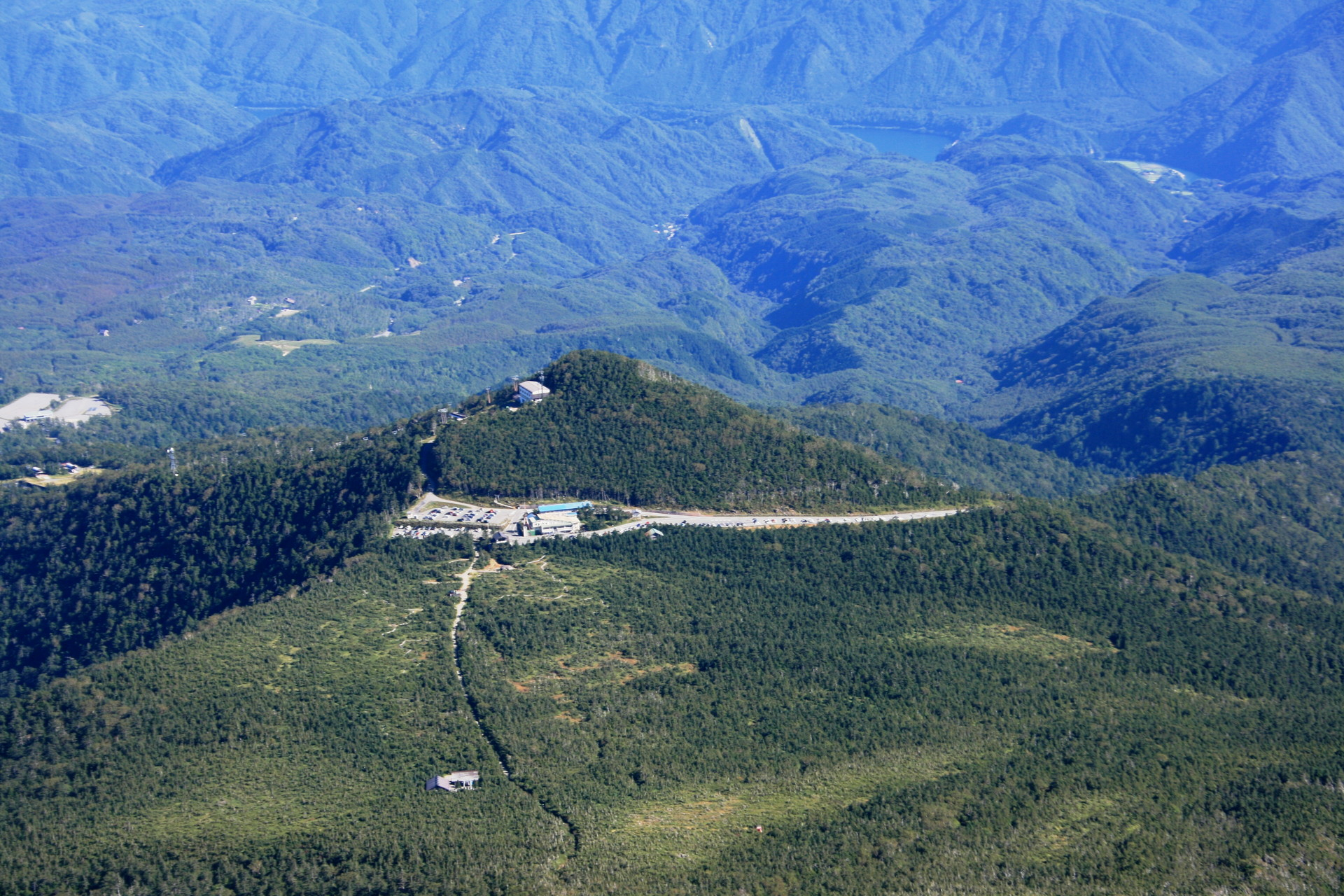
Vue du mont Mikasa, point culminant de la station à 2240 mètres d'altitude.

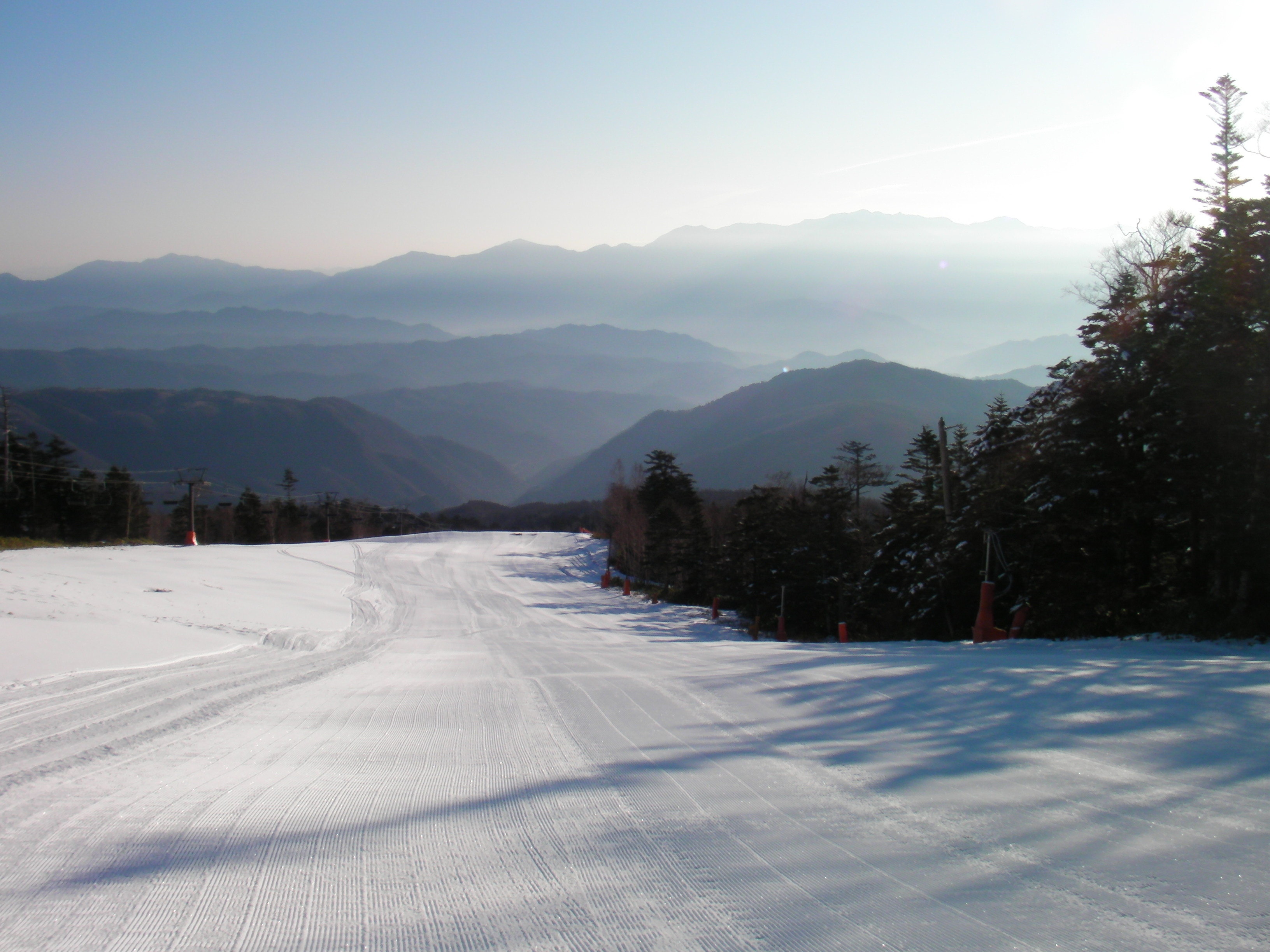
Une piste enneigée de la station avec un télésiège sur la gauche et des canons à neige sur la droite.

Ontake 2240 (おんたけ2240) est une station de sports d'hiver du Japon située dans le centre du pays, sur le flanc Sud-Est du mont Ontake, deuxième volcan le plus élevé du pays.